# Prix Général-Muteau
Le prix général-Muteau, de la fondation du même nom, est un ancien prix d’histoire, créé en 1938 et attribué chaque année par l'Académie française.
Ce prix et la fondation qui l'accompagne sont un hommage à Paul Muteau (30 juin 1854 - 21 décembre 1927), général de division français dont le nom est associé à la Première Guerre mondiale.
Les prix et fondations Binet-Sanglé, Durchon, Estrade-Delcros, de Joest, Maujean et Général Muteau sont regroupés en 1994 pour former le prix La Bruyère, destiné à l’auteur d’un ouvrage de philosophie morale.

## Liste des lauréats
- 1938 : État-major général de l'Armée pour Les armées françaises dans la Grande Guerre - Écrit du général Maurice Gamelin
- 1940 : 
  - Pierre Bernus pour l'ensemble de son œuvre
  - Léon Bour (aumônier de prison, 18..-19..) pour La grande Révolution dans l'arrondissement de Sarrebourg
  - Albert Chérel (1880-1962) pour La Prose poétique française
  - Jacques Daurelle pour La Révérende Mère Marie-Eugénie Milleret de Brou
  - Bertrand de Jouvenel pour D'une guerre à l'autre
  - Maurice Duval (1869-1958) pour Les leçons de la guerre d'Espagne
  - (S. J.) Joseph Le Jollec pour Un siècle de vie cachée et de labeur fécond, E. Breiz-Izel
  - André Mabille de Poncheville pour l'ensemble de son oeuvre
  - Albert Niessel pour Le Triomphe des Bolcheviks
  - René Pottier pour La Vocation saharienne du Père de Foucauld
- 1941 : 
  - Christiane Aimery
  - Lucien Corpechot
  - Marthe et Fernand Engerand pour Les Trésors d’Art religieux du Calvados
  - Marie Gasquet
  - Victor Goedorp
  - Louis Laloy
  - Albert Pingaud (1869-193.?) pour Histoire diplomatique de la France pendant la Grande Guerre
  - Henri Pourrat pour L'Homme à la bêche, histoire du paysan
  - Charles Pouthas
- 1942 : 
  - Docteur Amilcar
  - Aspirant Henri Bernard
  - Marc Blampain
  - Charles Bonnet
  - Jean Bruhat
  - Maxime Chastaing
  - René Coulon
  - Lieutenant J.R. Debrix
  - Lieutenant Henri Gaillard
  - Guillaume Gillet
  - Médecin-Capitaine Gran
  - Capitaine Robert Mazet
  - Médecin-Lieutenant Léon Michelet
  - Sous-lieutenant Claude Petitjean
  - Aumonier Florimond Wiel
- 1944 : Pierre Mariage pour La passion des équipages
- 1945 : René Chambe pour l'ensemble de son œuvre
- 1946 : Pierre de Bénouville pour l'ensemble de son œuvre
- 1948 : Abbé Georges Hénocque
- 1949 : 
  - Général Jean-Henri Armengaud pour Le drame de Dunkerque, mai-juin 1940
  - Jacques Mordal pour La bataille de Dunkerque
- 1950 : 
  - Jean Decoux pour À la barre de l’Indochine
  - Raymond Sereau pour L'expédition de Norvège, 1940
  - Auguste Thomazi pour La bataille de l'Atlantique
- 1951 : 
  - Pierre Scherrer pour Royal Morvan
  - Pierre Varillon pour Marins héroïques
- 1952 : 
  - René Le Gentil (1881-1963) pour La tragédie de Dunkerque
  - Jacques Weygand (1905-1970) pour Légionnaire
- 1953 : Bernard Simiot pour de Lattre
- 1954 : René Chambe pour Le bataillon du Belvédère
- 1955 : 
  - A.-H. Boullet pour Jusqu’à en mourir
  - Olga Wormser et Henri Michel pour Tragédie de la Déportation
- 1957 : 
  - Louis-Augustin Boiteux (1890-1971) pour Richelieu, grand maître de la navigation et du commerce de France
  - Henry Lachouque pour La Garde impériale
- 1958 : 
  - Christiane Fournier (1899-1980) pour Nous avons encore des héros
  - Louis Koeltz pour Comment s’est joué notre destin. Hitler et l’offensive du 10 mai 1940
  - Pierre Lyautey pour Lyautey l’Africain
- 1959 : Société des Amis du Musée de l’Armée, Colonel Gasser pour Bulletin
- 1960 : Guillaume de Tarde (1885-1989) pour Lyautey
- 1961 : Joseph Tézenas du Montcel pour L’heure H. Étapes d’infanterie 14-18
- 1962 : Paul Ély pour L’Armée dans la Nation
- 1963 : Jean Macaigne (1904-1995) pour Le courrier de l’aventure
- 1964 : Claude-Paul Couture pour Le commandant Émile Duboc
- 1965 : Jacques Meyer (1895-1987) pour Le 11 novembre
- 1966 : 
  - Émile Angot et Raymond Lavergne pour Le général Vuillemin
  - Victor Bataille et Pierre Paul pour Des mutineries à la victoire (1917-1918)
  - Claude Gounelle pour Sedan, Mai 40
  - Job de Roincé pour Les heures glorieuses du 41e R.I.
- 1967 : Michèle Misoffe pour La vie ardente du général de Sonis
- 1969 : 
  - Louis Cordier pour Victoire éclair en Orient
  - Général René Michel pour Verdun-Fleury devant Douaumont
- 1971 : F. Beauquis pour Petit florilège brution
- 1978 : Louis Balsan pour Le ver luisant
- 1981 : 
  - Jean-Louis Annequin, Gaston Bouthoul et René Carrère (1910?-2002) pour Guerres et civilisations
  - Henri Castex pour Verdun : années infernales
- 1982 : 
  - Eugène Gonda pour La Conférence de Versailles : La bataille perdue de Clémenceau, novembre 1918
  - Louis Joxe pour Victoires sur la nuit. Mémoires 1940-1946
- 1985 : 
  - Raoul Aglion (1904-2004) pour De Gaulle et Roosevelt
  - Gérard Canini (19..-1991) pour La Lorraine dans la guerre de 14-18
  - Roger Trinquier pour Le premier bataillon de bérets rouges. Indochine 1947-1949
- 1987 : 
  - Paule Dumaître pour Ambroise Paré
  - Bernard Lauzanne pour la collection sur L’aventure coloniale de la France
  - Maurice Vallery-Radot pour Pasteur. Un génie au service de l’homme
- 1988 : Jean Charbonnel pour Edmond Michelet
- 1989 : Jean-Luc Barré pour Le Seigneur-Chat, Philippe Berthelot